# Новински, Уильям
Уильям Новински (англ. William Nowinski, также Nowinsky; 24 февраля 1918 — 11 сентября 1982) — американский скрипач.
В 1932 году получил стипендию Нью-Йоркского филармонического оркестра для обучения у концертмейстера вторых скрипок Имре Поганя, занимался под его руководством до 1938 года, затем ещё год продолжал занятия в Джульярдской школе. В 1940 г. играл в Индианаполисском симфоническом оркестре, затем в 1941—1943 гг. Миннеаполисском симфоническом оркестре (под руководством Димитриса Митропулоса), после чего вернулся в Нью-Йоркский филармонический оркестр и до конца жизни играл в группе первых скрипок, в конце жизни был старейшим оркестрантом.
Выступал также как ансамблист, в начале 1940-х гг. играл вторую скрипку в струнном квартете Жака Гордона. Затем возглавлял свой квартет, с которым в 1946 г. осуществил первую в США запись Увертюры на еврейские темы Сергея Прокофьева (участвовали также кларнетист Дэвид Вебер и пианистка Вивиан Ривкин).
Преподавал (в частности, в музыкальной школе при социальном агентстве Хенри-стрит), среди его учеников Эдино Кригер. Составил учебное пособие для оркестровых скрипачей с разбором отрывков из стандартного репертуара (англ. Violinist's Guide to Orchestral Playing; 1961).